# American Journal of Cancer Research
American Journal of Cancer Research es una revista médica establecida en 2011. Cubre todas las áreas de la oncología clínica y la investigación experimental del cáncer y publica artículos de revisión, artículos originales y editoriales. La publica e-Century Publishing Corporation. El editor en jefe es el doctor Mien-Chie Hung.  La revista está resumida e indexada en el Science Citation Index Expanded. Según Journal Citation Reports, la revista tiene un factor de impacto para 2021 de 6,166.
La revista está indexada en Web of Science, PubMed, PubMed Central y Google Scholar

## Métricas de revista
2022
- Web of Science Group : 6.166
- Índice h de Google Académico: 53
- Scopus N.C.